# Alter Leuchtturm Sulina
Der alte Leuchtturm Sulina ist ein historisches Denkmal flussabwärts der rumänischen Stadt Sulina am linken Ufer der Donau. Er steht auf dem Damm nördlich des Sulinaarms in der Nähe der Mündung des Flusses in das Schwarze Meer.
Der Leuchtturm wurde nach Erweiterungsarbeiten am Sulinakanal zu Beginn des Jahres 1922 außer Betrieb genommen. Er wird auf der Liste der rumänischen Kulturgüter geführt.

## Eigenschaften
Der Leuchtturm wurde als runder Turm aus Eisen gebaut und hat eine Höhe von 13,7 Metern. Als er noch in Betrieb war, wurde das Lichtsignal bis zu einer Entfernung von acht Seemeilen wahrgenommen. Der Zugang zum Leuchtturm erfolgt durch einen langen Steg aus Stein, der ihn mit dem Hafen von Sulina verbindet.
Auf der Außenwand des Leuchtturms sind noch die Inschriften der am Aufbau beteiligten Firmen erkennbar.
Am rechten Donauufer befindet sich ein weiterer alter Leuchtturm, der nach der Verlängerung des Sulinakanals ebenso außer Dienst gestellt wurde.

## Geschichte
Aus einem alten osmanischen Dokument geht hervor, dass der erste Leuchtturm in Sulina um 1745 am linken Ufer der Donau auf Initiative von Hacı Beşir Ağa gebaut wurde.
Das Dokument stellt außerdem fest, dass Einheimische das zur Beleuchtung notwendige Wachs stellen und den Scheinwerfer warten mussten.
Der gegenwärtige Leuchtturm wurde 1887 zu Zeiten der Europäischen Donaukommission am linken Ufer errichtet. Er wurde bis in die 1920er Jahre genutzt. 1922 begannen umfangreiche Deicharbeiten an der Mündung des Sulinakanals. Ab diesem Zeitpunkt wurde der Scheinwerfer abgeschaltet, da er sich nicht mehr im Mündungsbereich befand.
Im Zweiten Weltkrieg wurde der Leuchtturm in einen Beobachtungspunkt umfunktioniert, der von der deutschen Kriegsmarine genutzt wurde.
Am 1. November 2017 wurde bekannt, dass der Leuchtturm mit 10 Millionen Lei aus europäischen Mitteln saniert werden soll.

## Besonderheiten
Der Leuchtturm war Schauplatz einer erfolgreichen rumänischen Fernsehserie in den Jahren 1976 und 1978.
Im Leuchtturm befindet sich ein Geocache GC641T1.